# 布季夫卡 (戈羅德尼亞區)
51°56′10″N 31°40′16″E / 51.93611°N 31.67111°E
布季夫卡（烏克蘭語：Бутівка），是烏克蘭北部的村莊，隸屬切爾尼希夫州的切爾尼希夫區。該村始建於1625年，面積2.91平方公里，海拔高度143米，2006年人口317，人口密度每平方公里108.93人。